# Бароти, Лайош
Лайош Бароти-Кратохфилль (венг. Baróti-Kratochfill Lajos; 19 августа 1914, Барот, Австро-Венгрия — 23 декабря 2005, Будапешт, Венгрия) — венгерский футболист и тренер, известен по работе в сборной Венгрии.
Один из лучших тренеров Европы 60-х годов. Четыре раз выводил сборную Венгрии в финальную часть Чемпионатов мира. Он приобрел известность в ту пору, когда венгерский футбол, достигнув своего пика в первой половине 50-х годов, начал терять позиции. Именно под его началом на смену «золотой команды» пришли новые лидеры: Альберт, Бене, Месёй. Устав от постоянного вмешательства партийных верхов Бароти уехал в Южную Америку, работать со сборной Перу.